# Фурнье, Марк-Андре
Марк-Андре Фурнье (фр. Marc-André Fournier; род. 5 апреля 1979, Сен-Николя, Квебек) — сербский хоккеист канадского происхождения, центральный нападающий.

## Карьера
Выступал за команды: Sacred Heart University (NCAA), ХК «Торино», «Пролаб де Тетфорд Минес» (LNAH) «Войводина» (Новый Сад), «Партизан» (Белград).
В составе национальной сборной Сербии участник чемпионатов мира 2009 (дивизион II) и 2010 (дивизион I) и 2011 (дивизион II).